# Dansk-amerikanska handelskammaren
Dansk-amerikanska handelskammaren (engelska: Danish American Chamber of Commerce, DACC) startades 1 juli 1996 och är ett frivilligt nätverk skapat på initiativ mellan danskar och amerikaner i delstaten Georgia, USA.

## Organisation
Över 200 företag, företagsledare och institutioner är med, och arbetar för goda dansk-amerikanska relationer.